# Структуры мозга

## Мозг

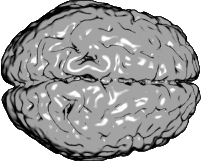
Мозг человека, реконструкция на основе МРТ

### Prosencephalon(передний мозг)

#### Telencephalon(конечный мозг)

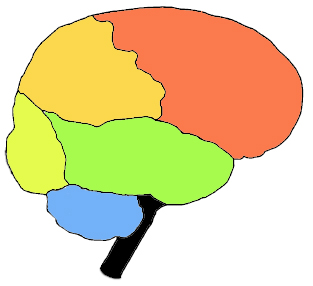
красный: лобная доля
оранжевый: теменная доля
жёлтый : затылочная доля
зелёный: височная доля
голубой: мозжечок
чёрный: ствол мозга

- миндалевидное тело лимбическая система — Corpus amygdaloideum
  - Переднее миндалевидное поле — area amygdaloidea anterior
  - Базально-латеральная часть — pars basolateralis
  - Корково-медиальная (обонятельная) часть — pars conticomedialis (olfacorius)
- Гиппокамп аммонов рог — Hippocampus
  - зубчатая извилина — Gyrus dentatus
  - Основание гиппокампа — Subiculum
- Базальные ганглии — Nuclei basales
  - бледный шар(archipallium)
  - полосатое тело — Corpus striatum
    - хвостатое ядро — Nucleus caudatus
    - скорлупа — Putamen

  - чечевицеобразное ядро — Nucleus lentiformis
- большой мозг — Cerebrum
  - обонятельный мозг — Rhinencephalon
    - обонятельная луковица — Bulbus olfacrorius
    - переднее продырявленное вещество — Substantia perforata
    - обонятельный тракт — Tractus olfactorius
    - передняя комиссура — Сommissura anterior

  - Боковой желудочек — Ventriculus lateralis
  - Кора большого мозга
    - Лобная доля — Lobus frontalis
      - Прецентральная извилина — gyrus precentralis
        - Цитоархитектоническое поле Бродмана 4 (Первичная моторная область)

      - Верхняя лобная извилина — Gyrus frontalis superior
      - Средняя лобная извилина — Gyrus frontalis medius
      - Нижняя лобная извилина — Gyrus frontalis inferior
      - Цитоархитектонические поля Бродмана: 6, 8, 9, 10, 11, 24, 25, 32, 33, 44, 45, 46, 47

    - Теменная доля — Lobus parietalis
      - Постцентральная извилина Первичная соматосенсорная область коры
      - Предклинье — Precuneus
      - Цитоархитектонические поля Бродмана 1, 2, 3 (Первичная сенсорная область коры); 5, 7, 23, 26, 29, 31, 39, 40

    - затылочная доля — Lobus occipitalis
      - lateral occipital gyrus
      - клин — cuneus
      - Цитоархитектоническое поле Бродмана 17 (V1, первичная зрительная область); 18, 19

    - височная доля — Lobus temporalis
      - верхняя височная извилина — Gyrus temporalis superior
      - средняя височная извилина — Gyrus temporalis medius
      - нижняя височная извилина — Gyrus temporalis inferior
      - латеральная затылочно-височная извилина — Gyrus occipitotemporalis lateralis
      - Медиальная затылочно-височная извилина — Gyrus occipitotemporalis medialis
      - парагиппокампальная извилина — Gyrus hyppocampi
      - Цитоархитектонические поля Бродмана: 9, 20, 21, 22, 27, 34, 35, 36, 37, 38, 41, 42

    - Островковая доля — Lobus insularis
    - Поясная извилина — Gyrus cinguli
      - Цитоархитектонические поля Бродмана 23, 24; 26, 29, 30 (retrosplenial areas); 31, 32

#### Diencephalon(промежуточный мозг)
- надбугорье — Epithalamus
  - шишковидное тело — Corpus pineale (glandula pinealis)
  - поводок — Habenula
  - медиальное и латеральное ядра поводка — Nuclei habenulares medialis et lateralis
  - треугольник поводка — Trigonum habenulae
  - спайка поводков — Commissura habenularus
  - мозговая полоска — Stria medullaris thalamica
- третий желудочек — Ventriculus tertius
  - сосудистая основа третьего желудочка — tela choroidea ventriculi tertii
- таламус
  - передняя группа ядер таламуса — nuclei anteriores thalami
    - Передневентральные ядра — nucleus anteroventralis (anteroinferior)
    - Переднедорсальное ядра — nucleus anterodorsalis
    - Переднемедиальные ядра — nucleus anteromedialis

  - срединные ядра таламуса — nuclei mediani thalami
    - передние паравентрикулярные ядра — nuclei paraventriculares anteriores
    - задние паравентрикулярные ядра — nuclei paraventriculares posteriores
    - ромбовидное ядро — nucleus rhomboidalis

  - медиальные ядра таламуса — nuclei mediales thalami
    - дорсальное медиальное ядро — nucleus medialis dorsalis

  - ретикулярные (внутрипластинчатые) ядра таламуса — nuclei reticulares (intralaminares thalami)
    - центральное срединное ядро — nucleus centromedianus
    - парафасцикулярное ядро — nucleus parafascicularis
    - парацентральное ядро — nucleus paracentralis.
    - латеральное центральное ядро — nucleus centralis lateralis
    - медиальное центральное ядро — nucleus centralis medialis

  - подушка — Pulvinar
  - задние ядра — nuclei posteriores
    - ядра подушки — nuclei pulvinares
    - латеральное ядро — nucleus lateralis
    - медиальное ядро — nucleus medialis pars dorsalis

  - метаталамус — metathalamus
    - медиальное коленчатое тело — corpus geniculatum mediale
    - латеральное коленчатое тело — corpus geniculatum laterale
- гипоталамус — Hypothalamus
  - зрительный перекрёст — Chiasma opticum
  - супраоптическая область
  - воронка — Infundibulum
  - серый бугор — Tuber cenereum
  - сосцевидное тело — corpus mamillare
- субталамическая область
  - люисово тело — nucleus subthalamicus (corpus Luysii)
  - неопределённая зона — zona incerta
- гипофиз — Hypophysis
  - нейрогипофиз — Neurohypophysis
  - аденогипофиз

### Ствол мозга

#### Mesencephalon(средний мозг)
- верхняя ножка мозжечка — Pedunculus cerebellaris superior
- ножка мозга — pedunculus cerebri
  - чёрная субстанция — substantia nigra
- крыша среднего мозга — Tectum mesencephalicum
  - нижний холмик — Colliculus inferior
  - верхний холмик — Colliculus superior
- Покрышка среднего мозга — Tegmentum mesencephalicum
  - Вентральная область покрышки
- Водопровод среднего мозга (Сильвиев водопровод) — Aqueductus mesencephali

#### Rhombencephalon(ромбовидный мозг)

##### Medulla oblongata(Myelencephalon, Bulbus,продолговатый мозг)
- передняя срединная щель — fissura mediana anterior
- пирамида продолговатого мозга — pyramis medullae oblongatae
- Перекрест пирамид — decussatio pyramidum
- олива — oliva

##### Metencephalon(задний мозг)
- мост — Pons
  - бульбарно-мостовая борозда — Sulcus bulbo-pontinus
  - базилярная борозда — Sulcus basilaris
- четвёртый желудочек — Ventriculus quartus
- мозжечок — Cerebellum
  - червь мозжечка — Vermis
  - полушария мозжечка
    - передняя доля — Lobus anterior cerebelli
    - задняя доля — Lobus centralis
    - клочково-узелковая доля — lobus floculo-nodularis

  - ядра мозжечка — Nuclei cerebellaris
    - ядро шатра — Nucleus fastigii
    - шаровидные ядра — Nucleus globosus
    - пробковидное ядро — Nucleus emboliformis
    - зубчатое ядро — Nucleus dentatus

### Нервные пути
- дугообразные волокна — fibrae arcuatae cerebri
- ножки мозга
- мозолистое тело — corpus collosum
  - валик — splenium
  - ствол — truncus
  - колено — genu
  - клюв — rostrum
- пирамидная система (пирамидальный путь, пирамидный путь, кортикоспинальный путь) — fasciculus pyramidalis
- Медиальный переднемозговой пучок
- Основные дофаминовые пути
  - мезокортикальный путь
  - мезолимбический путь
  - нигростриарный путь
  - тубероинфундибулярный путь
  - нейрогипофизарный путь

## Цереброспинальная система

### Нервная система
- центральная нервная система
- периферическая нервная система
  - соматическая нервная система
  - автономная нервная система
    - симпатическая нервная система
    - парасимпатическая нервная система

#### Распознавание
- сенсорная система
  - Обонятельная сенсорная система
    - первичная обонятельная кора

#### Произвольные движения
- опорно-двигательный аппарат
  - экстрапирамидная система
  - пирамидальный тракт
  - альфа-мотонейроны
  - гамма-мотонейроны

#### Нервы
- спинной мозг
- ствол головного мозга
  - черепные нервы
    - Обонятельный нерв (I)
    - Зрительный нерв (II)
    - Глазодвигательный нерв (III)
    - Блоковый нерв (IV)
    - Тройничный нерв (V)
    - Отводящий нерв (VI)
    - Лицевой нерв (VII)
    - Слуховой нерв (VIII)
    - Языкоглоточный нерв (IX)
    - Блуждающий нерв (X)
    - Добавочный нерв (XI)
    - Подъязычный нерв (XII)

### Эндокринная нервная система
- Лимбическая система
- HPA axis

### Сосудистая система
- венозная система
- circle of Willis (arterial system)
- гематоэнцефалический барьер
- blood-cerebrospinal fluid barrier

### Мозговые оболочки— meninges
- Твёрдая оболочка головного мозга — Dura mater cranialis
  - серп большого мозга — falx cerebeli
  - намет мозжечка — tentorium cerebelli
  - серп мозжечка — falx cerebelli
  - диафрагма седла — deafragma sellae
- Мягкая оболочка головного мозга — Pia mater cranium (encephali)
- эпидуральное (перидуральное) пространство — Spatium epidurale (peridurale)
- субдуральное пространство — spatinum subdurale (cavitas subduralis)
- паутинная оболочка головного мозга — arachnoidea mater cranialis
- сосудистая система
  - спинномозговая жидкость — liquor cerebrospinalis
    - подпаутинное пространство — spatinum subarachnoidale (cavitas subarachoidalis)
      - четвёртый желудочек — Ventriculus quartus
      - третий желудочек — ventriculus tetrius
      - боковой желудочек — ventriculus lateralis
        - передний (лобный) рог — cornu anterius (frontale)
        - центральная часть — pars centralis
        - задний (затылочный) рог — cornu posterius (occipitale)
        - нижний (височный) рог — cornu inferius (temporale)